# Peder Koefoed
Peder Koefoed, född 8 februari 1728 i Langesund, död i augusti 1760, var en norsk-dansk kartograf.
Koefoed, som var son till en tullare, reste efter faderns död 1731 till Köpenhamn tillsammans med sin mor. Han studerade på Odense skole, där han avlade examen 1749. Efter att ha avlagt teologisk ämbetsexamen blev han student på Borchs Kollegium, studerade matematik och kartografi, kom i kontakt med generalbyggmästaren Laurids de Thurah och framställde en vacker karta till dennes "Beskrivelse over Bornholm". År 1757 erbjöd sig Koefoed att framställa specialkartor över samtliga danska provinser åt Videnskabernes Selskab, mot att få bli professor designatus matheseos vid Odense skole, vilket blev inledningen till sällskapets senare mycket omfattande kartografiska verksamhet.
År 1757 tilldelades Koefoed en dylik professur i Odense mot att han förpliktade sig till att årligen, efter en av sällskapet uppgjord plan, leverera en eller två specialkartor över Danmark. År 1758 färdigställde han ett provblad över Köpenhamns amt, men avled under de fortsatta uppmätningsarbetena på Nordsjälland. Ingen av hans senare kartor trycktes, och det blev andra personer som kom att fortsätta detta arbete.